# Iben Hendel Philipsen
Iben Hendel Philipsen er en dansk forfatter, oversætter, forlægger og teaterinstruktør. Hun etablerede oversættervirksomheden IP Words i 2011 og forlaget Rebel With a Cause i 2017, der udgiver forfattere som: Laura Bates, Akwaeke Emezi, Koleka Putuma, Xinxin Ren Gudbjörnsson, Sarah Ladipo Manyika m. fl.

## Uddannelse
Philipsen fuldførte sin skuespilleruddannelse ved Skandinavisk Teaterskole 1989-1991 og hos Lee Strasberg i London i 1993. I 2014 blev hun cand.mag. i engelsk litteratur med fokus på postkolonial repræsentation ved Københavns Universitet.

## Aktivist
Philipsen har kæmpet sammen med flere aktivistiske bevægelser som bl.a. feministisk byplanlægning, samtykkeloven m.m.

## Teater
I 2017 blev Blottet også opført som et teaterstykke på Teatret ved Sorte Hest, med Iben Hendel Philipsen som instruktør.